# لوريتا بندر
لوريتا بندر (9 أغسطس 1897 - 4 يناير 1987) كانت طبيبة نفسية عصبية أمريكية للأطفال اشتهرت بتطوير اختبار بندر-جشطلت، وهو اختبار نفسي مصمم لتقييم النمو الحركي البصري لدى الأطفال. نُشر هذا الاختبار لأول مرة من قبل بندر في عام 1938، وأصبح يستخدم على نطاق واسع لتقييم الوظيفة العصبية للأطفال وفحص اضطرابات النمو.
أجرت أبحاثًا في مجالات اضطرابات طيف التوحد عند الأطفال والانتحار والعنف، وكانت من أوائل الباحثين الذين أشاروا إلى أن الاضطرابات النفسية عند الأطفال قد يكون لها أساس عصبي، بدلًا من عزوها إلى سلوك الطفل السيئ أو سوء تربيته. لأنها لم تتدرب في النفسانية (علم النفس)، بل كانت طبيبة عامة وطبيبة نفسية، ركز معظم عملها على تشخيص الاضطرابات النفسية لدى الأطفال. عملت أيضًا رئيسةً لخدمة الطب النفسي للأطفال في مستشفى بيليفو لمدة 21 عامًا بدءًا من عام 1934. في عام 1954، أدلت بشهادتها في جلسات استماع لجنة مجلس الشيوخ الفرعية لجنوح الأحداث حول آثار كتب الرعب والجريمة المصورة كونها خبيرة طبية في شركة ناشيونال كومكس (الآن دي سي كومكس) ومستشارة للشركة.

## حياتها المبكرة
ولدت بندر في بوتي، مونتانا، لوالديها جون أوسكار بندر وكاثرين إيرفين بندر. واجهت بندر وقتًا عصيبًا في المدرسة عندما كانت صغيرة واضطرت إلى إعادة الصف الأول ثلاث مرات. غالبًا ما كانت تقلب الكلمات عند القراءة والكتابة ما دفع الجميع إلى الاعتقاد بأنها تعاني من شكل من أشكال الإعاقة الذهنية. ساعدها والدها في التعويض عن عسر القراءة الذي تعاني منه، وكثيرًا ما كانت تنسب إليه الفضل في جعلها فردًا قويًا. كانت عائلتها تتنقل كثيرًا والتحقت بالمدرسة الثانوية في لوس أنجلوس حيث تخرجت طالبةً متفوقة على صفها في المدرسة الثانوية.

## تعليمها
حصلت بندر على درجة بكالوريوس الآداب في عام 1922 وماجستير الآداب في عام 1923 من جامعة شيكاغو. حصلت على درجة دكتورة في الطب من كلية الطب بجامعة ولاية آيوا في عام 1926، وهناك، كتبت أول منشور علمي لها بعنوان الدراسات الدموية للسل التجريبي على الكابياء الخنزيرية. بعد التخرج، أمضت بعض الوقت في الدراسة خارج البلاد، وأكملت فترة تدريبها في جامعة شيكاغو وأجرت أبحاثًا في عيادة هنري فيبس للطب النفسي في مستشفى جونز هوبكنز. أكملت بندر التدريب الداخلي والإقامات في مستشفى بيلينغز في جامعة شيكاغو، ومستشفى بوسطن للاضطرابات العقلية وجامعة أمستردام ومستشفى جونز هوبكنز، وحصلت على زمالة روكفلر للسفر، التي أوصلتها إلى هولندا. عندما عادت إلى الولايات المتحدة عملت في مستشفى بوسطن للأمراض العقلية.

## حياتها المهنية
بدأت بندر العمل في مستشفى بيليفو عام 1930 بعد أن انتقلت إلى هناك مع بول شيلدر. في عام 1934 حصلت على منصب كبيرة الأطباء النفسيين في قسم الطب النفسي للأطفال في عام 1934، وبقيت في هذا المنصب لمدة 21 عامًا. لم تتدرب بندر في علم التفس رغم أن عملها مُستخدم في علم النفس اليوم. كانت طبيبة نفسية وأخصائية في أمراض الأعصاب. كان معظم عملها يكمن في تشخيص الاضطرابات النفسية لدى الأطفال. عملت أحيانًا مع علاجات مخصصة واستخدمتها في تشخيصاتها. كان معظم عملها مرتبط بالأطفال المهجورين أو الأطفال الذين شعر آباؤهم بوجود خطبٌ ما بهم. خلال العصر الذهبي للكتب المصورة في فترة ما بعد الحرب في الأربعينيات والخمسينيات من القرن العشرين، عملت مستشارةً لشركة ناشيونال كومكس (الآن دي سي كومكس) وكانت تجني 150 دولارًا شهريًا. في عام 1954، أدلت بشهادتها نيابةً عن شركة ناشيونال كومكس للدفاع عن الصناعة كونها خبيرةً في طب الأطفال.